# Reymundo de Grecia
Reymundo de Grecia (cuyo título completo es Historia del esforzado y muy victorioso caballero Reymundo de Grecia) es un libro de caballerías español publicado en 1524 en Salamanca, en la imprenta de Alfonso de Porras y Lorenzo Liondelei, en 88 folios y 76 capítulos.

## Reseña
Es la continuación (tercera parte) de Floriseo. Tradicionalmente ha sido atribuido al autor de la primera y segunda parte, el bachiller Fernando Bernal, pero estudios recientes indican que al parecer esa atribución es dudosa. 
El protagonista, Reymundo de Grecia, es hijo de Floriseo y la reina de Bohemia, y fue engendrado y nacido furtivamente. Es enviado a criarse en la corte del rey de Damasco y duque de Alejandría, casado con su tía Apolonia, hermana de Floriseo, pero de allí es raptado por un encantador que lo conduce a Egipto, cuyo rey lo cría como hijo con el propósito de que vengue una afrenta que le había inferido el duque Topacio. El monarca egipcio lo envía a la corte de Tracia, cuyo rey lo arma caballero. Protagoniza diversas aventuras y es reconocido como hijo por Floriseo, junto con su medio hermano Pirineo de la India, hijo extramatrimonial de la reina Laciva y Floriseo. Posteriormente se enamora de la princesa Melisa de Inglaterra, con la que se desposa secretamente en la corte de Constantinopla, y con la cual, después de muchas peripecias, se casa en la ínsula del Amor, después de que ella le ha dado un hijo, Floriseo de Albión. En el último capítulo se anuncia una continuación en que se relatarían los hechos de ese príncipe, así como de su primos Ferbenio, hijo de Pirineo de la India, y Polinor, hijo del príncipe de Damasco, primo hermano de Reymundo.

## Conservación
El único ejemplar conocido de este libro se conserva en el Museo Británico de Londres. Hoy está falto de portada y preliminares, y los últimos folios están en mal estado. El colofón lleva la fecha de 10 de julio de 1524.
- Datos: Q6107413